# Francesc Murgadas i Bardí
Francesc Murgadas i Bardí   (Vilanova i la Geltrú, 4 d'octubre de 1948) és un biòleg i periodista català, especialitzat en gastronomia.
Llicenciat en ciències biològiques per la Universitat de Barcelona el 1973, exercí de professor a l'Institut de Batxillerat Manuel de Cabanyes des de 1978. Ha publicat diversos llibres en el camps de les ciències naturals, com ara Juegos de ecología (1986), Fer mapes (1989) o Meteorología práctica (1990). En el camp de la gastronomia ha publicat receptes de cuina i ha estat professor en cursos de cuina. Combinà aquestes activitats amb col·laboracions en diversos mitjans de comunicació. Després d'una etapa inicial, llarga i intensa, a Ràdio 4 i Ràdio 1, i una estada de cinc anys a Catalunya Ràdio com a col·laborador del programa "La solució", va estar durant cinc temporades a COM Ràdio.
Col·labora, entre d'altres, en la revista Cuina i, des de 1985, és membre del consell de redacció de La Fura, on ha publicat i publica setmanalment diversos escrits, com ara un bloc de receptes, i, des del 1998, un davantal irònic diari, "La Murga", a la versió electrònica de la mateixa publicació. Amb "Penedès Edicions", empresa editora de La Fura va publicar la trilogia Els productes a taula, Joc de fogons i Els estris a taula. Actualment resideix a Les Cabanyes.